# Mötz
Mötz – gmina w zachodniej Austrii, w kraju związkowym Tyrol, w powiecie Imst. Według Austriackiego Urzędu Statystycznego liczyła 1277 mieszkańców (1 stycznia 2015).